# Station Karsewo
Station Karsewo is een spoorwegstation in de Poolse plaats Karsewo.